# Codula vespiformis
Codula vespiformis là một loài ruồi trong họ Asilidae. Codula vespiformis được Thomson miêu tả năm 1869. Loài này phân bố ở miền Australasia.